# Burgo Partridge
Lytton Burgo Partridge (Londres, 8 de junio de 1935 - ibíd., 7 de septiembre de 1963) fue un escritor e historiador inglés. Su principal trabajo fue el libro A History of Orgies (editado en castellano como Historia de las orgías), publicado con sonado éxito en 1958, cuando su autor tenía 23 años. El libro presenta una revisión erudita del comportamiento orgiástico de carácter sexual (tanto el socialmente aceptado como el considerado transgresor), a través de la historia de Occidente, desde la civilización griega hasta la época contemporánea. Partridge aprovechó, para escribir el texto, su bagaje como intelectual políglota de amplia cultura clásica. 
El punto de vista central del historiador es que la orgía en sí es útil y necesaria como descarga frente al precario y tenso equilibrio de instintos animales e inclinaciones civilizadas que conviven en toda sociedad humana. Y por añadidura, la orgía, según Partridge, prestaría el servicio de despertar, por contraste, el gusto por la «rutina». Esta opinión se encontraba matizada por una condena de las orgías violentas (como las de la antigua Roma), caracterizadas como un comportamiento disfuncional y autodestructivo, producto de una asociación ideológica viciada que establecía un vínculo entre sexualidad, el potencial perjuicio que se podría eventualmente infligir mediante el sexo y la pulsión tanática.
El libro escondía, al parecer, algo de experiencia personal sobre el tema, pues durante sus estudios de Historia en el Christ Church College de Oxford había llevado, según recordaría después su futura esposa, un estilo de vida voluptuoso. Es más, la señora Partridge declaró más adelante su asombro por el hecho de que una «persona tan notoriamente indisciplinada» hubiese logrado sentarse a escribir A History of Orgies. Aun así, agrega discretamente respecto a la posible participación de Partridge en orgías: «Nunca me preocupé de preguntar, pero si él participó, espero que le haya gustado». 
Era hijo de Ralph y Frances Partridge, una pareja de intelectuales pertenecientes al llamado Círculo de Bloomsbury, grupo marcado por su reacción contra la anterior moral victoriana. En el círculo participaban personajes como la escritora Virginia Woolf, los filósofos Bertrand Russell y Ludwig Wittgenstein, la pintora Dora Carrington (primera esposa de Ralph Partridge), o el escritor David Garnett. Burgo Partridge se casó con la hija de este último (y sobrina nieta de Virginia Woolf), Henrietta Garnett, en 1962. Falleció víctima de un infarto masivo, tres semanas después de nacer su única hija, Sophie Vanessa.